# Vessem

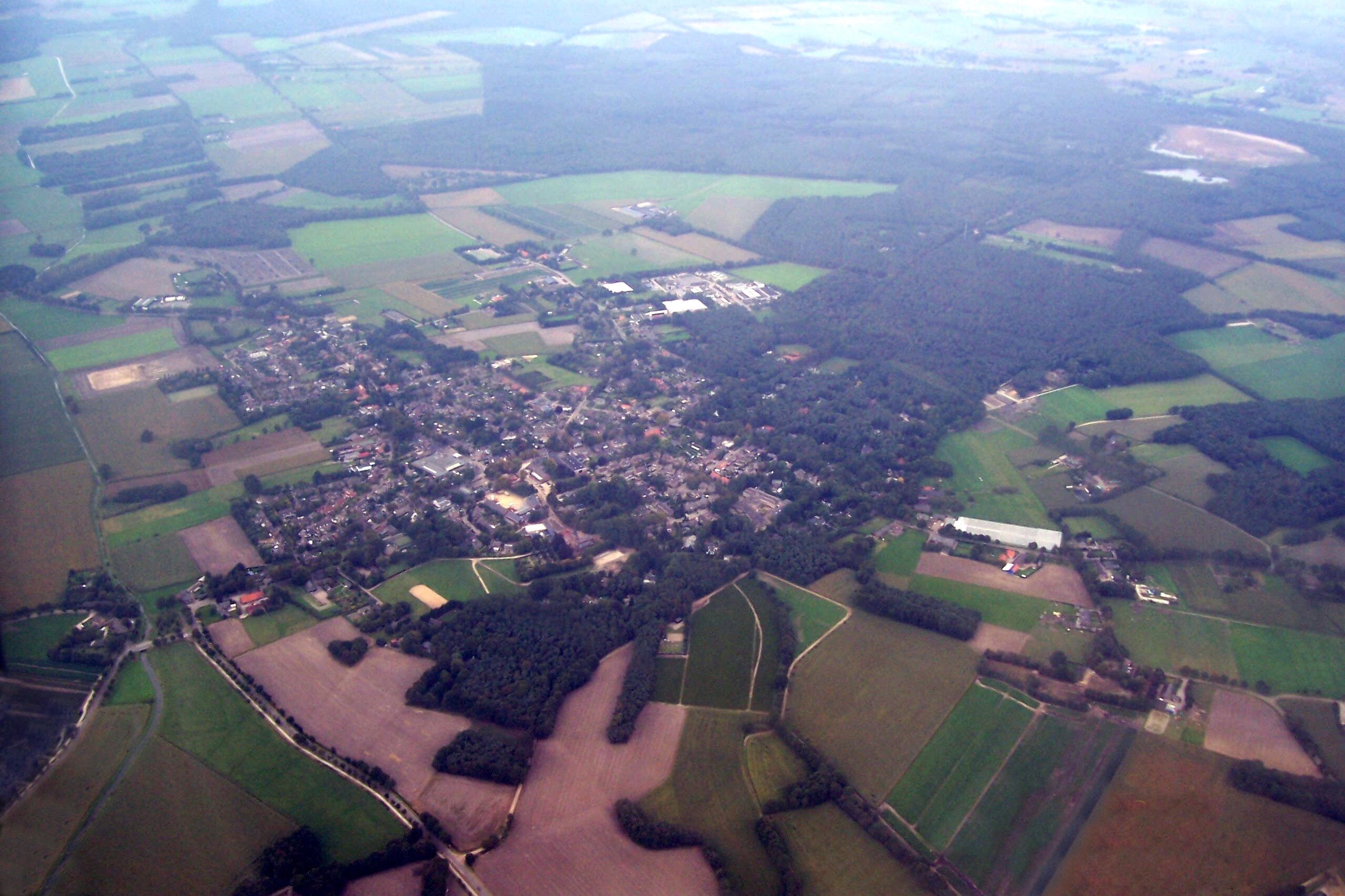
Vessem vue du ciel (2005)

Vessem est un village dans la commune néerlandaise d'Eersel, dans la province du Brabant-Septentrional, à une dizaine de kilomètres à l'ouest d'Eindhoven.
De 1815 à 1997, Vessem était le chef-lieu de la commune de Vessem, Wintelre en Knegsel.